# José de León Toral
José de León Toral (Matehuala, San Luis Potosí, 23 de diciembre de 1900-Ciudad de México, 9 de febrero de 1929) fue un cristero mexicano, conocido por ser el asesino material del presidente electo de México, Álvaro Obregón, el 17 de julio de 1928.

## Primeros años
Hijo de una familia de mineros de Coahuila, Toral vivió desde muy temprana edad los efectos de la guerra civil que afectó a México: fue profundamente influido por las profanaciones de templos practicadas de manera sistemática por las tropas al mando del General Álvaro Obregón y de Plutarco Elías Calles durante la Revolución mexicana. Toral perteneció a la ACJM y a la Liga Nacional para la Defensa de la Libertad Religiosa.

## Guerra cristera
En 1926 fue aprobada la Ley Calles, cuyo objetivo era controlar y limitar el culto religioso en México, afectando principalmente a la Iglesia católica. Meses después inició la guerra cristera, que buscaba mejorar las condiciones del clero dentro del gobierno mexicano y facilitar el culto religioso en el país. En respuesta a esto el gobierno mexicano inició una persecución contra los artífices de la causa cristera, que llamaban al sabotaje contra el gobierno como forma de presión. 

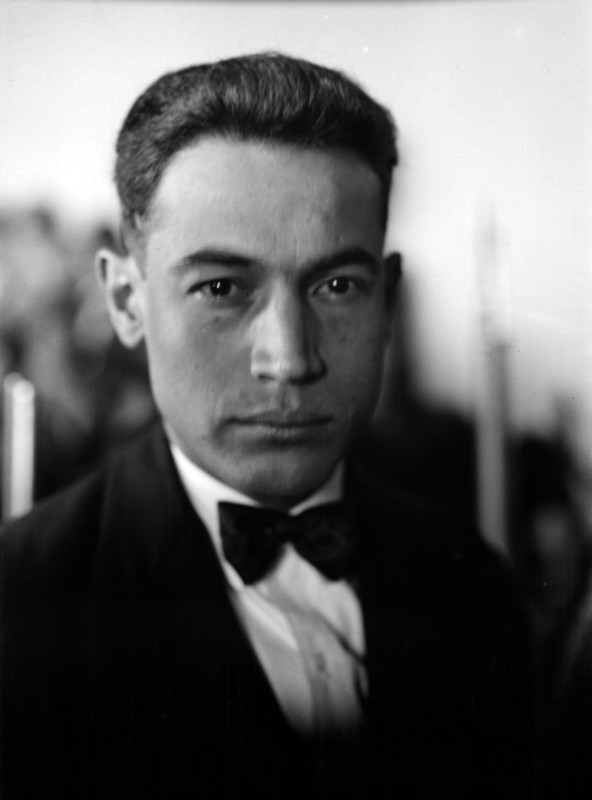
Toral en 1928.

Ese mismo año fue reformada la constitución de México para permitir la reelección presidencial en periodos no consecutivos. Álvaro Obregón, que había sido presidente de México de 1920 a 1924, se presentó como candidato para las elecciones celebradas el 1 de julio de 1928, en las que resultó ganador.
León Toral había tomado en julio de ese año la decisión de convertirse en mártir de la causa cristera, haciendo caso de las palabras de la Madre Conchita, quien presuntamente afirmaba que la muerte de Obregón y del presidente Plutarco Elías Calles era la única forma de acabar con la persecución religiosa.

## Asesinato de Álvaro Obregón
El 17 de julio de 1928, Obregón fue al restaurante La Bombilla, en el barrio de San Ángel de la Ciudad de México. Iba acompañado de varios diputados, quienes lo habían invitado. Toral se hizo pasar como caricaturista y realizó el boceto de Aarón Sáenz y de Obregón. Mientras le enseñaba a Obregón el dibujo disparó seis veces contra él con una pistola española de marca "Star" calibre 32.
El primer disparo fue a cinco centímetros del rostro de la víctima, cuatro disparos más fueron en la espalda y el sexto disparo fue hacia el muñón del brazo derecho de Obregón.

## Juicio

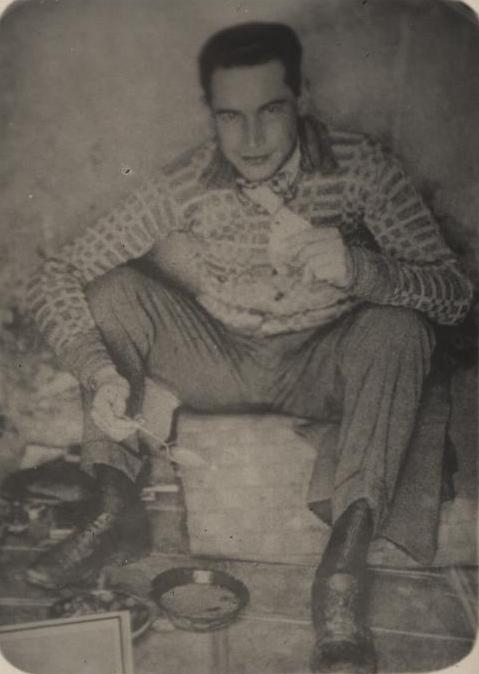
José de León Toral durante su juicio.

José de León Toral y la Madre Conchita fueron juzgados durante los siguientes meses, siendo fiscal acusador el Licenciado Ezequiel Padilla Peñaloza. Hubo muchos presuntos involucrados, exculpados, alegatos, amparos y testigos. El escándalo ante la opinión pública continuó durante el tiempo en que se celebraron las audiencias, sobre todo en el juicio popular que se celebró en San Ángel, cuyo resultado fue la sentencia de parte de los diputados Obregonistas, de pena de muerte para Toral y la pena por 20 años a la Madre Conchita.
Se promovió un juicio de amparo para José de León Toral, alegando crimen político y su excepción para su penalidad según establecía el artículo 22 Constitucional, y le fue negado.

### Confesión como asesino solitario
Demetrio Sodi, abogado defensor, declaró en el juicio las palabras de Toral, que lo implican como asesino solitario: "yo descargué la pistola, no supe cómo hacían presión mis dedos sobre el gatillo; las detonaciones llegaban a mis oídos como ecos lejanos de ruido que se pierde"; después, me dice León Toral: "se me dieron golpes, golpes rudos; tal vez yo los percibía como si fuesen golpes dados con una almohada; así eran de suaves para mi cuerpo. Bajé los ojos, esperé tranquilamente ser muerto en aquellos momentos, y no me importaba, porque desde el primer paso que di persiguiendo al señor general Obregón cuando me determiné a arrancarle la existencia, cuando creí que cumplía con el deber de salvar lo que para mí es un credo religioso, santo, no tuve oportunidad ninguna para poder reflexionar sobre cada uno de los hechos que ejecutaba en el momento de la perpetración del acto que deliberadamente había yo querido y resuelto ejecutar".

## Ejecución

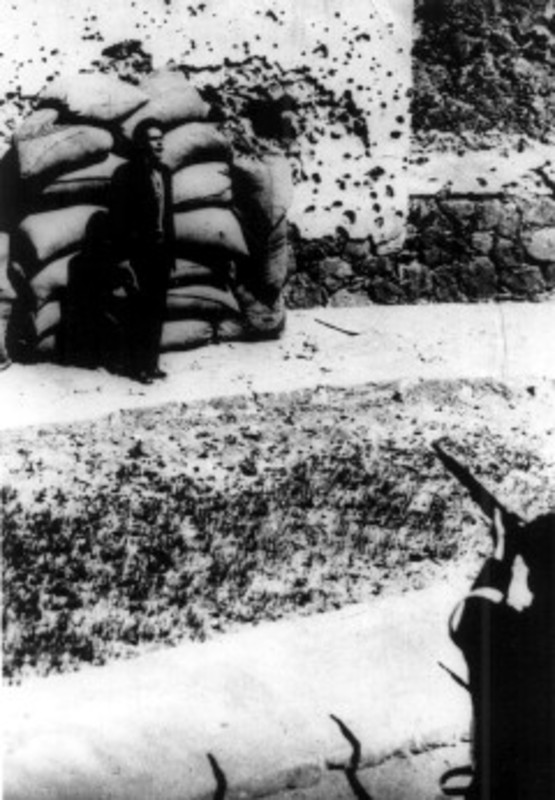
León Toral momentos antes de ser fusilado.

El sábado 9 de febrero de 1929, José de León Toral fue ejecutado por un pelotón en la Penitenciaría de Lecumberri. De inmediato se hizo mártir de la causa católica, como lo corroboraron sus funerales. Su cuerpo fue enterrado en el Panteón Español. En la telenovela histórica Senda de gloria fue interpretado por el actor Alejandro Ruiz Márquez y en la serie mexicana El encanto del águila por el actor Luis Gerardo Méndez.

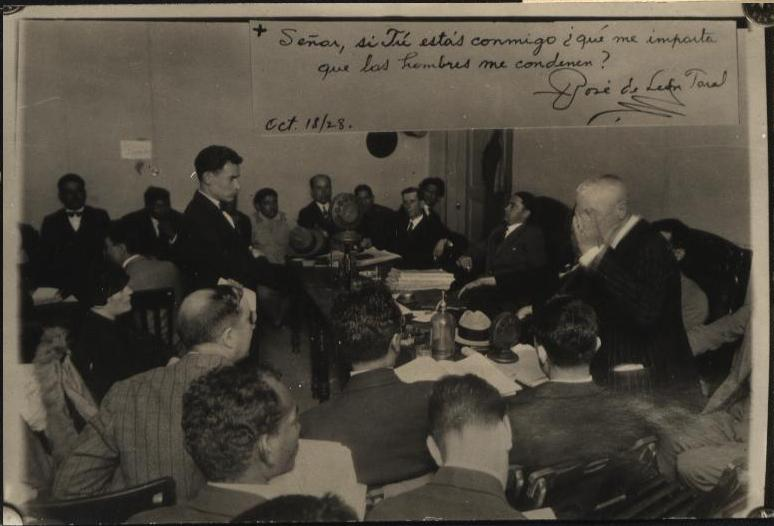
Juicio de José de León Toral con anotación hecha por el acusado.

## Teoría de conspiración
Recientemente[¿cuándo?] el historiador mexicano Rius Facius redescubrió el testimonio de la revisión del cadáver de Obregón realizada por un médico donde consta que el cuerpo presentaba orificios de bala de diferentes calibres, lo que hace suponer que se utilizó más de un arma para asesinar a Obregón, con lo que se fortalece la tesis de que si bien José de León Toral indudablemente disparó en contra del manco de Celaya, no fue el único, sino que hubo otros más.[cita requerida]
Obregón tenía muchos enemigos políticos, por lo que el atentado les dio la oportunidad de eliminarlo y echarle toda la culpa a Toral, aunque participaron más personas. Su muerte permitió a Calles consolidar su poder, al extender su dominio durante un sexenio, en lo que se llamó el Maximato.
Hay testimonios de personas que dijeron haber escuchado varios tiros después de que disparó Toral, pero no sabían si efectivamente lo fueron o eran sonidos de la orquesta que siguió tocando por unos instantes la canción "El Limoncito". [cita requerida]